# モアリズム
モアリズム（英: more rhythm）は、日本のリズム&ブルースバンドである。2007年結成。東京都国立市を拠点とする。

## 来歴
2007年、カリフラワーズのヴォーカルギターのナカムラ♠︎とドラムスのピストン川原で結成。 バンド名はナカムラ♠︎が敬愛するブルースマン、ロニー・ジョンソンの曲名から命名した。
2008年、元カリフラワーズのベーシスト、清水エスパー光一が加入。 2009年、福岡のスイング・バンド「ちょい濡れボーイズ」のギタリスト、アントニオ佐々木が加わる。
ライブ・バンドである彼らのフィールドは大小に関わらず、野外フェスティバル、ライブハウス、バー、カフェ、病院、倉庫、幼稚園、農場、介護施設、個人宅など多岐に渡っている。
2012年7月、ドラムスのピストン川原が脱退。その後任として2013年7月からドラムスを務めたチャーリー横山が2015年12月に脱退したのを期に、2016年よりドラムレスの３人編成となる。
2016年5月、初のドラムレス作品「トルバトール パンをかじる」を発表。
2016年末、アントニオ佐々木の福岡帰郷により活動休止を発表。2017年1月18日、高円寺ジロキチでのライヴを最後に活動休止。
2017年12月22日、ナカムラ♠︎と清水エスパー光一のユニット「フタリズム」の神戸チェルシー･デ･ルンバでのライヴにアントニオ佐々木が参加し、モアリズムとしての活動を再開する。
2020年1月23日、アントニオ佐々木が死去。

## メンバー
ナカムラ♠︎
ギターとヴォーカル担当。熊本県出身
清水エスパー光一
ウッドベース担当。東京都出身
《旧メンバー》
ピストン川原 =2012/07脱退=
ドラムス担当。鹿児島県出身
チャーリー横山 =2015/12脱退=
ドラムス担当。埼玉県出身
アントニオ佐々木 =2020/01/23死去=
ギター担当。福岡県出身

## 特徴
ライブでは常にエンターテイメントに徹しており、3人による背面弾きや、清水エスパー光一がモニターに足を掛け、コントラバスをエレキ・ベースのように弾くスラップ・プレイ等のパフォーマンスを展開する。
Pヴァインからリリースした4作目のアルバム[昨日のような明日](2014年4月リリース)、5作目のアルバム[月のカタワレ](2015年10月リリース)は、共にiTunesブルースチャート1位を獲得。
作詞作曲兼ボーカルギターを担当するナカムラ♠︎は、日本語詞とルーツ系ブラック・ミュージックとの融合を特徴とし、映画〔蛇いちご/主演:宮迫博之〕〔ゆれる/主演:オダギリジョー・香川照之〕〔ディア・ドクター/主演：笑福亭鶴瓶・瑛太〕〔夢売るふたり/主演：松たか子・阿部サダヲ〕の西川美和監督作品で映画音楽を手掛け、「うちに帰ろう」「笑う花」等のオリジナル楽曲を提供している。

## TOKYO RHYTHM&BLUES
「東京のリズム＆ブルース・シーンを牽引するモアリズムがお送りする悪巧み。毎回極上のアーティストたちを迎え盛り上がったりするリアルな生音パーティー」と銘打ったモアリズム主宰のライブ・イベント・シリーズ。2011年に始まり、ゲストを入れ替えながらこれまで10回以上開催されている。
- VOL.01(2011年1月)

＠吉祥寺スターパインズカフェ
＊出演者＊
「踊ろうマチルダ」「夜のストレンジャーズ」「モアリズム」
- VOL.02(2011年7月)

＠吉祥寺スターパインズカフェ
＊出演者＊
「金田正人」「曽我部恵一」「モアリズム」
- VOL.03(2012年5月)

＠代官山LOOP
＊出演者＊
「キング☆ジローとハイセンス」「りぶさん」「宮腰理with dai」「原田茶飯事」「村上てつや(ゴスペラーズ)飛び入り」「モアリズム」
- VOL.04(2012年9月)

＠吉祥寺スターパインズカフェ
＊出演者＊
「キング☆ジローとハイセンス」「モミーFUNK!」「ズクナシ」「オーサカ＝モノレール」「モアリズム」
- VOL.05(2013年10月)

＠吉祥寺スターパインズカフェ
「デルタ兄弟」「太一」「フォークシンガー小象」「W.C.カラス」「モアリズム」
- VOL.06＆モアリズム4th album[昨日のような明日]レコ発パ～レ～!!!!(2014年4月)

＠吉祥寺スターパインズカフェ
＊出演者＊
「キング☆ジロー」「ズクナシ」「モアリズム」ＤＪ：gommissey
- VOL.07(2014年6月)

＠吉祥寺スターパインズカフェ
「デルタ兄弟」「ヤン・フレンジー」「Groovin'」「モアリズム」ＤＪ：gommissey
- VOL.08(2014年8月)

＠高円寺ジロキチ
「デルタ兄弟」「モアリズム」
- VOL.09(2014年10月)

＠吉祥寺スターパインズカフェ
「デルタ兄弟」「木製の椅子」「ウシャコダ」「モアリズム」ＤＪ：gommissey
- VOL.10(2015年1月)

＠高円寺ジロキチ
「デルタ兄弟」「BON DX」「モアリズム」ＤＪ：gommissey
- VOL.11(2015年5月)

＠高円寺ジロキチ
「デルタ兄弟」「木製の椅子」「モアリズム」ＤＪ：gommissey
- VOL.12(2015年8月)

＠高円寺ジロキチ
「デルタ兄弟」「the Marddies」「モアリズム」ＤＪ：gommissey
- VOL.13(2015年11月)

＠高円寺ジロキチ
「デルタ兄弟」「イトウタエコ(T字路s)」「モアリズム」
- VOL.14(2016年2月)

＠高円寺ジロキチ
「デルタ兄弟」「東京カンカンリズム」「モアリズム」

## ディスコグラフィー

### シングル
1. EVERY SONG IS LOVE SONG （2010年/7インチ EP盤）
2. & BLUES （2013年/7インチ EP盤）
3. 昨日のような明日 （2014年/7インチ EP盤）

### アルバム(モアリズム名義)
1. RHYTHM&BLUES （2008年）(現在配信のみ)
2. 笑う花 （2009年, クニタチ★レコード）
3. ディア・ドクター オリジナル・サウンドトラック （2009年）
4. EVERY SONG IS LOVE SONG （2010年, クニタチ★レコード）
5. STORMY SATURDAY（2011年）（ライヴアルバム）
6. 夢売るふたり オリジナル・サウンドトラック（2012年）
7. & BLUES（2013年, クニタチ★レコード）
8. HELLO CHARLEY（2014年, クニタチ★レコード)（ライブアルバム）
9. 昨日のような明日（2014年, Pヴァイン)
10. 月のカタワレ（2015年, Pヴァイン)
11. トルバトール パンをかじる（2016年, クニタチ★レコード)

### アルバム(ソロ名義)
1. What A Small World （2010年 ナカムラ♠︎ソロアルバム）
2. ロンサムロード （2011年 アントニオ佐々木-1stソロアルバム）
3. SOMETHIN'COOKIN （2011年 清水エスパー光一ソロアルバム）
4. パパイヤ娘 （2013年 アントニオ佐々木-2ndソロアルバム）

### 映像作品
1. モアリズムとお月さま （2010年）
2. 「モアリズム LIVE ON '09 JULY 24 Star Pine's Cafe」 （2010年）
3. 「モアリズム LIVE ON '10 JULY 03 DAIKANYAMA LOOP」 （2012年）

### 参加作品
1. Shout Baby Shout Vol3 （2009年）- コンピレーション・アルバム。モアリズムは、Yano-songで参加。
2. ミスター サンシャイン エブリディ （2010年）- 大島圭太 モアリズムはバックバンドで参加。
3. ONSAYA FUNKY （2010年）- コンピレーション・アルバム。モアリズムは、ONSAYA COFFEEで参加。
4. 東へ北へ （2011年, クニタチ★レコード）- モアリズム主催コンピレーション・アルバム。モアリズムが岩手、宮城、山形、群馬の9アーティストに声を掛け作成したコンピレーション・アルバム。
5. W.C.カラス （2013年）- W.C.カラス　モアリズムはバックバンドで参加。